# Belfort (Klötze)
Belfort ist ein Wohnplatz in Kunrau, einem Ortsteil der Stadt Klötze im Altmarkkreis Salzwedel in Sachsen-Anhalt.

## Geografie
Der Ort liegt im Naturschutzgebiet Ohre-Drömling im Feuchtgebiet Naturpark Drömling. Östlich liegt das Vogelschutzgebiet Drömling.

## Geschichte
Am 13. Juli 1872 wurde im Amtsblatt mitgeteilt: Dem von dem Rittergutsbesitzer Rimpau auf der Feldmark Cunrau errichteten, aus zwei Scheunen und einem Stallgebäude bestehenden neuen Vorwerk ist mit unserer Genehmigung von dem Eigentümer der Name „Belfort“ beigelegt. Der Name erinnert die französische Stadt Belfort im Deutsch-Französischen Krieg von 1870 bis 1871.